# Das Mädchen aus der Ackerstraße
Das Mädchen aus der Ackerstraße er en tysk stumfilm fra 1920 af Reinhold Schünzel.

## Medvirkende
- Otto Gebühr som Ernst Albrecht
- Lilly Flohr som Ella Schulze
- Rosa Valetti som Mutter Schulze
- Reinhold Schünzel som Franz
- Hansi Burg som Gertrud Fischer
- Olga Engl som Frau Fischer
- Ferdinand von Alten
- Vladimir Agayev som Maler Petersen
- Fritz Beckmann som Wirt
- Leonhard Haskel som Arbeiter
- Hans Junkermann som Geheimrat Fischer
- Albert Steinrück som Vater Schulze
- Mathilde Wieder som Haushälterin